# Samuel Şahin-Radlinger
Samuel Şahin-Radlinger (Ried im Innkreis, 7 novembre 1992) è un calciatore austriaco, portiere dell'Austria Vienna.

## Biografia
A seguito del matrimonio con l'attrice Sıla Şahin, Radlinger ha adottato il doppio cognome.

## Carriera

### Club
Şahin-Radlinger è cresciuto nelle giovanili del Ried, venendo aggregato alla prima squadra del club in occasione del campionato 2009-2010. L'anno seguente è passato all'Union St. Florian, in Regionalliga. Ha esordito in squadra il 6 agosto 2010, schierato titolare nel pareggio per 1-1 arrivato sul campo dell'Austria Klagenfurt.
Nell'estate 2011 è passato ai tedeschi dell'Hannover 96. Nel primo biennio in squadra, si è limitato a qualche apparizione in panchina, mentre ha giocato con più regolarità nella squadra riserve del club, militante in Regionalliga. Il 30 gennaio 2013 ha subito un'operazione al menisco che ne ha limitato l'utilizzo.
Il 2 luglio 2013 è passato al Rapid Vienna con la formula del prestito. Il 15 dicembre 2013 ha esordito in Bundesliga, venendo schierato titolare nel pareggio per 0-0 contro il Wiener Neustadt. È poi tornato all'Hannover 96 per fine prestito.
Il 26 agosto 2014 è passato al Norimberga, in 2. Bundesliga, sempre in prestito. Non ha disputato alcun incontro in prima squadra, limitandosi soltanto ad alcune apparizioni in panchina.
Tornato nuovamente all'Hannover, il 23 ottobre 2016 ha giocato la prima partita in campionato con questa maglia, col club nel frattempo scivolato in 2. Bundesliga: è stato titolare nella sconfitta per 2-0 contro la sua ex squadra del Norimberga. Alla fine della stagione, l'Hannover 96 ha centrato la promozione in Bundesliga.
Il 30 gennaio 2018, i norvegesi del Brann hanno ufficializzato l'ingaggio di Şahin-Radlinger, che si è trasferito al nuovo club con la formula del prestito annuale. Ha scelto la maglia numero 1.

### Nazionale
Şahin-Radlinger ha rappresentato l'Austria a livello Under-18, Under-19, Under-20 e Under-21. Ha partecipato al mondiale Under-20 2011, venendo schierato titolare in tutte le 3 partite disputate dalla selezione austriaca all'interno della manifestazione.
Ha partecipato anche alle qualificazioni al campionato europeo Under-21 2013 e 2015.

## Statistiche

### Presenze e reti nei club
Statistiche aggiornate al 30 gennaio 2018.
| Stagione              | Club                  | Campionato            | Campionato | Campionato | Coppe nazionali | Coppe nazionali | Coppe nazionali | Coppe continentali | Coppe continentali | Coppe continentali | Supercoppe | Supercoppe | Supercoppe | Totale | Totale |
| Stagione              | Club                  | Comp                  | Pres       | Reti       | Comp            | Pres            | Reti            | Comp               | Pres               | Reti               | Comp       | Pres       | Reti       | Pres   | Reti   |
| --------------------- | --------------------- | --------------------- | ---------- | ---------- | --------------- | --------------- | --------------- | ------------------ | ------------------ | ------------------ | ---------- | ---------- | ---------- | ------ | ------ |
| 2009-2010             | Ried                  | BL                    | 0          | 0          | CA              | 0               | 0               | -                  | -                  | -                  | -          | -          | -          | 0      | 0      |
| 2010-2011             | Union St. Florian     | RL                    | 25         | -29        | CA              | ?               | -?              | -                  | -                  | -                  | -          | -          | -          | 25+    | -29+   |
| 2011-2012             | Hannover 96           | BL                    | 0          | 0          | CG              | 0               | 0               | UEL                | 0                  | 0                  | -          | -          | -          | 0      | 0      |
| 2012-2013             | Hannover 96           | BL                    | 0          | 0          | CG              | 0               | 0               | UEL                | 0                  | 0                  | -          | -          | -          | 0      | 0      |
| 2011-2012             | Hannover 96 II        | RL                    | 16         | -17        | -               | -               | -               | -                  | -                  | -                  | -          | -          | -          | 16     | -17    |
| 2012-2013             | Hannover 96 II        | RL                    | 26         | -30        | -               | -               | -               | -                  | -                  | -                  | -          | -          | -          | 26     | -30    |
| 2013-2014             | Rapid Vienna          | BL                    | 1          | 0          | CA              | 0               | 0               | UEL                | 0                  | 0                  | -          | -          | -          | 1      | 0      |
| 2013-2014             | Rapid Vienna Amateure | RL                    | 5          | -10        | -               | -               | -               | -                  | -                  | -                  | -          | -          | -          | 5      | -10    |
| 2014-2015             | Norimberga            | 2L                    | 0          | 0          | CG              | 0               | 0               | -                  | -                  | -                  | -          | -          | -          | 0      | 0      |
| 2014-2015             | Norimberga II         | RL                    | 14         | -9         | -               | -               | -               | -                  | -                  | -                  | -          | -          | -          | 14     | -9     |
| 2015-2016             | Hannover 96 II        | RL                    | 28         | -34        | -               | -               | -               | -                  | -                  | -                  | -          | -          | -          | 28     | -34    |
| 2016-2017             | Hannover 96 II        | RL                    | 2          | -6         | -               | -               | -               | -                  | -                  | -                  | -          | -          | -          | 2      | -6     |
| 2017-gen. 2018        | Hannover 96 II        | RL                    | 9          | -8         | -               | -               | -               | -                  | -                  | -                  | -          | -          | -          | 9      | -8     |
| Totale Hannover 96 II | Totale Hannover 96 II | Totale Hannover 96 II | 81         | -95        |                 | -               | -               |                    | -                  | -                  |            | -          | -          | 81     | -95    |
| 2016-2017             | Hannover 96           | 2L                    | 2          | -3         | CG              | 3               | -5              | -                  | -                  | -                  | -          | -          | -          | 5      | -8     |
| 2017-gen. 2018        | Hannover 96           | BL                    | 0          | 0          | CG              | 0               | 0               | -                  | -                  | -                  | -          | -          | -          | 0      | 0      |
| Totale Hannover 96    | Totale Hannover 96    | Totale Hannover 96    | 2          | -3         |                 | 3               | -5              |                    | 0                  | 0                  |            | -          | -          | 5      | -8     |
| 2018                  | Brann                 | ES                    | 0          | 0          | CN              | 0               | 0               | -                  | -                  | -                  | -          | -          | -          | 0      | 0      |
| Totale                | Totale                | Totale                | 128        | -146       |                 | 3+              | -5+             |                    | 0                  | 0                  |            | -          | -          | 131+   | -151+  |